# Allogene stamceltransplantatie
Een allogene stamceltransplantatie (alloSCT, Grieks: allo-, anders) is een stamceltransplantatie waarbij bij een donor stamcellen worden verzameld om vervolgens aan de patiënt te worden gegeven. Het beenmerg van de ontvanger wordt vervangen met dat van de donor. 
Voorheen werden de stamcellen direct uit het beenmerg gehaald, daarom sprak men van een beenmergtransplantatie: dit gebeurt sinds 2008 alleen nog bij uitzondering en sindsdien worden de stamcellen via het bloed verzameld.
Het doel van de behandeling is dat het immuunsysteem van de patiënt wordt vervangen door het immuunsysteem van de donor, dat bijna hetzelfde is als het oorspronkelijke, maar nog voldoende verschilt om zieke cellen (die niet als ziek werden herkend door het eigen immuunsysteem) op te kunnen sporen en vernietigen. Het doel van de cytostatica ("chemo") bij de voorbehandeling is, in tegenstelling tot het vernietigen van alle zieke cellen (zoals bij de autologe stamceltransplantatie het geval is), dat het oorspronkelijke beenmerg van de patiënt zo veel mogelijk wordt verzwakt, om ruimte te maken voor het transplantaat (lees: de stamcellen van de donor). Omdat het oorspronkelijke beenmerg van de patiënt wordt vervangen met de stamcellen (het beenmerg) van de donor, produceert de ontvanger hetzelfde bloed als de donor (en heeft deze als gevolg dezelfde bloedgroep, DNA en immuunsysteem). Zo worden zowel immuunsysteem als bloedaanmaak bij de patiënt weer gezond gemaakt teneinde de onderliggende ziekte te bestrijden.
Vanwege het risico op overlijden ten gevolge van de behandeling wordt deze alleen ingezet bij aandoeningen die zelf levensbedreigend zijn en niet meer op een andere manier te behandelen zijn. Afhankelijk van de onderliggende ziekte, leeftijd, overige aandoeningen en de match met de stamceldonor, overlijdt zo'n 15 tot 40% van de patiënten na de behandeling. Ziekten die doorgaans als ongeneeslijk worden beschouwd kunnen soms echter volledig worden bestreden middels deze behandeling. De procedure wordt gezien als (een van) de zwaarste en meest risicovolle die de moderne geneeskunde ter beschikking heeft.
De allogene stamceltransplantatie wordt in Nederland zo'n 600 keer per jaar uitgevoerd. In 2022 traden 247 mensen in Nederland op als anonieme stamceldonor, van de ongeveer 400.000 mensen die stonden geregistreerd. Alleen academische centra zijn in Nederland bevoegd om deze transplantatie en nazorg uit te voeren.

## Voorbereiding
Voor aanvang van een stamceltransplantatie moeten onder meer het gebit/de mondholte, hart, longen, nieren, lever en huid worden gecontroleerd en de emotionele toestand en thuissituatie van de patiënt in kaart worden gebracht. Ook moet een geschikte donor worden gevonden.

### Begeleiding
Omdat de behandeling ook psychosociaal belastend is, dienen patiënten te worden begeleid. Zo moeten de thuissituatie en het sociaal netwerk van de patiënt in kaart worden gebracht. Ook dient te worden gekeken naar financiële gevolgen, zoals het wegvallen van inkomen. 

### Hart
Omdat cytostatica de hartspier kunnen beschadigen, wordt op voorhand een hartfilmpje gemaakt en onderzoekt men de ejectiefractie van de hartspier. Een gezond hart heeft een ejectiefractie van zo'n 60-70%. Indien nodig kan de hartspier worden beschermd met medicatie.

### Mondholte
De mondholte van de patiënt dient te worden gecontroleerd op infectiehaarden, door een kaakchirurg: het zogeheten focusonderzoek. De mondholte moet vrij zijn van infectiehaarden (foci) voor aanvang van de behandeling.

### Longen
Om te kijken hoe goed de longen functioneren wordt een longfunctieonderzoek gedaan. Zo kan bij problemen aan de longen worden gezien hoe de situatie voor de transplantatie was.

### Donor
De stamcellen van een donor moeten van hetzelfde HLA-type zijn als dat van de patiënt om te worden gebruikt voor transplantatie. Hoe beter de match, hoe kleiner de kans op afstoting.
Er wordt meestal gekeken of er tussen familieleden een geschikte donor zit, bij een broer of zus (Engels: sibling) is de kans op geschiktheid 1 op 4. Wanneer er geen verwante donor beschikbaar is, wordt gezocht naar een niet-verwante donor.
Een niet-verwante donor wordt een Matched Unrelated Donor (MUD) genoemd. Stichting Matchis is in Nederland belast met het coördineren van anonieme stamceldonaties. De voorkeur voor donoren gaat uit naar jonge mannen, omdat deze over het algemeen fit zijn en niet zwanger kunnen worden: vrouwen die zwanger zijn geweest dragen immers antistoffen bij zich die gevaarlijk kunnen zijn voor de ontvanger. De kans op het vinden van een geschikte MUD is 1 op 50.000.
De donor wordt geacht tweemaal per dag de groeifactor G-CSF in de buik te (laten) spuiten, dit hormoon zorgt ervoor dat meer stamcellen vrijkomen in het bloed. Na vijf dagen worden de stamcellen verzameld ("geoogst", middels een stamcelaferese) bij de donor om vervolgens aan de patiënt te worden toegediend. De patiënt is op hetzelfde moment klaar met de voorbehandeling, daarom moeten de voorbereidingen bij zowel de donor en patiënt nauwkeurig op elkaar af worden gestemd.

## Transplantatie
Vaak wordt een centraal veneuze katheter ingebracht op de opnamedag, en blijft deze katheter aanwezig tot kort voor het ontslag. Via deze katheter kunnen medicijnen worden toegediend én bloed worden afgenomen. Vaak wordt een dag na opname begonnen met de voorbehandeling: de conditionering. De conditionering kan myeloablatief of niet-myeloablatief zijn. De myeloablatieve conditionering is erop berust het beenmerg te vernietigen, zodat ook zieke cellen worden opgeruimd. De niet-myeloablatieve conditionering is minder zwaar, hierbij wordt het beenmerg beschadigd en verzwakt om ruimte te maken voor het transplantaat.
Vaak worden combinaties van ATG, busulfan of melfalan, fludarabine en cyclofosfamide gebruikt als conditionering, soms in combinatie met totale lichaamsbestraling. Haarverlies treedt vaak op na twee of drie weken vanaf het begin van de conditionering. Het is raadzaam op voorhand een haarwerk aan te schaffen indien gewenst, en voor of tijdens de opname het hoofd kaal te laten scheren.
De dag waarop de ontvanger het transplantaat ontvangt wordt geduid als dag 0, de dag daarvoor -1 en de dag erna +1. Bijvoorbeeld, als de patiënt een week voor dag 0 wordt opgenomen, dan is dat dag -7. Terwijl de ontvanger bezig is met de conditionering, is de donor bezig met het injecteren van de groeifactor.
Het transplantaat wordt op dag 0 toegediend via de katheter en lijkt erg veel op een reguliere bloedtransfusie, echter loopt het infuus niet in via een infuuspomp, maar onder invloed van de zwaartekracht. Aanmaak van bloed komt, tenzij het transplantaat wordt afgestoten, tussen dagen +10 en +12 weer op gang.
Soms wordt cyclofosfamide ook na dag 0 toegediend om omgekeerde afstotingsreacties te beperken.
De patiënt verblijft op de kamer tot het bloedbeeld voldoende is hersteld, ook de katheter blijft minstens tot dat moment aanwezig. Bezoek mag meestal worden ontvangen op de kamer, onder enkele voorwaarden, en wordt zelfs aangeraden.
Patiënten worden tijdens de opname geacht overdag zo veel mogelijk uit bed te blijven en te bewegen, om de conditie enigszins op niveau te houden. Bewegen kan echter lastig zijn op een kleine kamer en bovendien risicovol omdat stoten de kans op wondjes en daarmee infecties bevordert.
Patiënten blijven gemiddeld vier weken opgenomen in het ziekenhuis, afhankelijk van de toestand van de patiënt.

### Hygiëne
Omdat de patiënt tijdelijk geen goed functionerend immuunsysteem heeft, moet deze worden beschermd tegen ziekteverwekkers. Patiënten worden daarom verpleegd in (omgekeerde) isolatie, met enkele voorzorgsmaatregelen.
De patiëntenkamers zijn meestal voorzien van een sluisconstructie (twee deuren) en een luchtdrukregeling: een lichte overdruk om ziekteverwekkers uit de kamer te weren. Patiënten mogen vanwege de hygiëne geen bloemen of planten op de kamer hebben.
Verder dienen patiënten vier keren per dag de mond te spoelen en de tanden te poetsen.
Bezoek mag doorgaans geen verschijnselen hebben van infecties, zoals diarree, snotneus, verkoudheid of een koortslip.

### Totale lichaamsbestraling
Totale lichaamsbestraling (TBI: total body irradiation) wordt soms toegepast als onderdeel van de conditionering. Hierbij wordt de patiënt op een brancard of bed geplaatst in de bestralingsruimte. De kop van het bestralingstoestel (de gantry) wordt zodanig gericht dat het hele lichaam van de patiënt wordt bestraald. De patiënt ligt op de zij en wordt gedurende enkele minuten met de rug naar het toestel, en vervolgens de borst naar het toestel (of andersom) bestraald, met een totale dosis van 2 Gy.

## Risico's
De allogene stamceltransplantatie is een zware en riskante procedure. Risico's bestaan uit infecties, afstotingsreacties en het terugkeren van ziekte. Minstens 15% van de patiënten overleed in 2022 aan complicaties na de behandeling.

### Infecties
Onder meer valaciclovir, colistine en co-trimoxazol worden gebruikt om virale en bacteriële infecties te onderdrukken.

### Afstoting
In uitzonderlijke gevallen wordt het transplantaat (graft) afgestoten door het oorspronkelijke immuunsysteem van de patiënt (de host: gastheer). Deze vorm van afstoting wordt ook wel host-versus-graft, directe afstoting of rejectie genoemd. Dit kan soms worden onderdrukt, maar is vaak reden om de transplantatie te herhalen. De kans op rejectie is kleiner bij een myeloablatieve conditionering, maar komt in hooguit 5% van de gevallen voor.

### Omgekeerde afstoting
Omdat de patiënt een nieuw immuunsysteem heeft gekregen, dat van de donor, zullen zieke cellen beter worden opgespoord en vernietigd. Dit noemt men het graft-versus-tumor effect en deze vorm van omgekeerde afstoting is gunstig. Het nieuwe immuunsysteem kan echter ook gezonde weefsels aanvallen, men noemt deze reacties graft-versus-hostreactie of omgekeerde afstoting. Met onder andere ciclosporine worden deze reacties onderdrukt. Een geringe mate van omgekeerde afstoting is dus wenselijk en zelfs noodzakelijk, maar dient op gecontroleerde wijze te worden beperkt.
Bij een MUD is de kans op afstotingsreacties groter, maar is de kans op terugkeer van ziekte kleiner. Bij een verwante donor geldt het omgekeerde.

#### Acute omgekeerde afstoting
In de acute fase (de eerste maanden na de transplantatie) zijn het maag-darmstelsel, de lever en huid het meest vatbaar voor de reactie. Vaak worden triamcinolon en prednison toegepast om de klachten te onderdrukken, terwijl de dosis ciclosporine langzaam wordt afgebouwd. In de acute fase kunnen klachten de patiënt fataal worden als deze niet goed kunnen worden onderdrukt.
Vaak beginnen de symptomen in de huid. Op de huid verschijnen vaak bultjes en rode vlekken die zich langzaam verspreiden over het lichaam. Wanneer de lever is aangedaan is vaak sprake van geelzucht. Wanneer het maag-darmstelsel wordt getroffen is sprake van herhaaldelijke dunne diarree, wanneer dat gebeurt is een opname in het ziekenhuis meestal noodzakelijk.

#### Chronische omgekeerde afstoting
Na de eerste maanden (vanaf dag +90) kan men chronische graft-versus-hostziekte (GvHD: graft-versus-host disease) ontwikkelen. Ook de chronische GvHD kan fataal aflopen, maar bestaat vaak uit klachten die een verminderde kwaliteit van leven veroorzaken. De kans op chronische GvHD is groter naarmate klachten in de acute fase bestonden.
Ieder orgaan kan worden getroffen door omgekeerde afstoting, maar klachten bestaan vaak uit vermoeidheid, een stijve of verdikte huid, stramme spieren, droge ogen en een droge mond.

## Nazorg
Herstel van de hele procedure duurt gemiddeld minstens een jaar. De patiënt krijgt voor het eerste jaar leefregels mee voor in de thuissituatie. In de eerste weken zijn patiënten erg zwak en hebben het koud.
Voor patiënten die onvoldoende zelfredzaam zijn om direct na ontslag naar huis te kunnen is een verblijf in een zorghotel te overwegen.
Patiënten worden geacht dagelijks de huid en ontlasting te controleren op kenmerken van omgekeerde afstoting: rode huiduitslag, bultjes en diarree. Leefregels voor thuis bestaan veelal uit sociale onthouding, extra voorzichtigheid bij de persoonlijke hygiëne, niet tuinieren, het vermijden van producten die een voedselinfectie of voedselvergiftiging kunnen veroorzaken, zoals (deels) rauwe producten zoals zacht gekookte eieren, biefstuk, filet americain, rauwe vis (sashimi), rauwe melk (of rauwmelkse kaas), ongebrande noten enzovoorts. De voedingsadviezen komen veelal overeen met het zwangerschapsdieet.
Deze leefregels gelden zolang het bloed onvoldoende is hersteld of er nog immuunsuppressiva worden gebruikt.
In het eerste jaar wordt de patiënt intensief gecontroleerd op terugkeer van de onderliggende ziekte, infecties en afstotingsreacties, met name tegen de lever, darmen en huid. Zo zal de arts het lichaamsgewicht, de huid, het bloedbeeld (en leverfunctie, nierfunctie) en bloeddruk controleren en de mondholte inspecteren. Om te controleren of het transplantaat wordt geaccepteerd, dus niet wordt afgestoten (rejectie), wordt bepaald hoeveel beenmerg afkomstig is van de donor ten opzichte van het eigen oorspronkelijke beenmerg. Dit is het chimerisme-onderzoek en wordt vaak middels een beenmergpunctie en verschillende bloedonderzoeken uitgevoerd. Wanneer het beenmerg volledig bestaat uit stamcellen afkomstig van de donor is de patiënt "volledig donorchimeer".
Verder dienen patiënten opnieuw gevaccineerd te worden en moeten zij gecontroleerd worden op schade aan onder andere longen, hart en ogen. 
Onder meer afhankelijk van de onderliggende ziekte, restklachten en match met de donor lopen de mate van herstel en kwaliteit van leven na de behandeling sterk uiteen. Vaak is sprake van concentratieproblemen, tinnitus en zijn patiënten sneller vermoeid na inspanning. Andere restklachten zijn vaak het gevolg van omgekeerde afstoting. Late gevolgen bestaan uit het ontwikkelen van staar, problemen met de schildklier, nieren, huid en re-activatie van virussen zoals EBV en CMV. Patiënten houden levenslang een verhoogd risico op het ontwikkelen van een (nieuwe) vorm van kanker. In Nederland blijven patiënten levenslang onder controle van een van de academische centra.